# 9인의 귀순병
9인의 귀순병은 한국에서 제작된 성낙훈 감독의 1967년 영화이다. 장동휘 등이 주연으로 출연하였고 김형근 등이 제작에 참여하였다.

## 출연

### 주연
- 장동휘
- 허장강
- 태현실

## 제작진
- 조명: 김석진
- 미술: 윤송현